# Asperaxis karenae
Asperaxis karenae är en korallart som beskrevs av Philip Alderslade 2007. Asperaxis karenae ingår i släktet Asperaxis och familjen Melithaeidae. Inga underarter finns listade i Catalogue of Life.